# Rochefourchat
Rochefourchat är en kommun i departementet Drôme i regionen Auvergne-Rhône-Alpes i sydöstra Frankrike. Kommunen ligger i kantonen La Motte-Chalancon som tillhör arrondissementet Die. År 2022 hade Rochefourchat 2 invånare.
Kommunen har officiellt endast en permanentboende person (2009) vilket gör den till Frankrikes minst befolkade kommun som har någon befolkning över huvud taget. Kommunen hade som mest 221 invånare år 1806, men befolkningen har sedan dess minskat. Kommunens enda skola som var belägen intill kyrkan slog igen 1957.
Kommunen hade år 2010 intäkter på 18 704 € och hade ett överskott i finanserna på 5 172 €.
I nordöstra Frankrike, i departementet Meuse, finns 6 kommuner  som helt saknar invånare. Kommunerna är Beaumont-en-Verdunois, Bezonvaux, Cumières-le-Mort-Homme, Fleury-devant-Douaumont, Haumont-près-Samogneux och Louvemont-Côte-du-Poivre, vilket alla lades i ruiner under första världskriget och aldrig återuppbyggdes.

## Befolkningsutveckling
Antalet invånare i kommunen Rochefourchat
| Referens: INSEE |

## Galleri

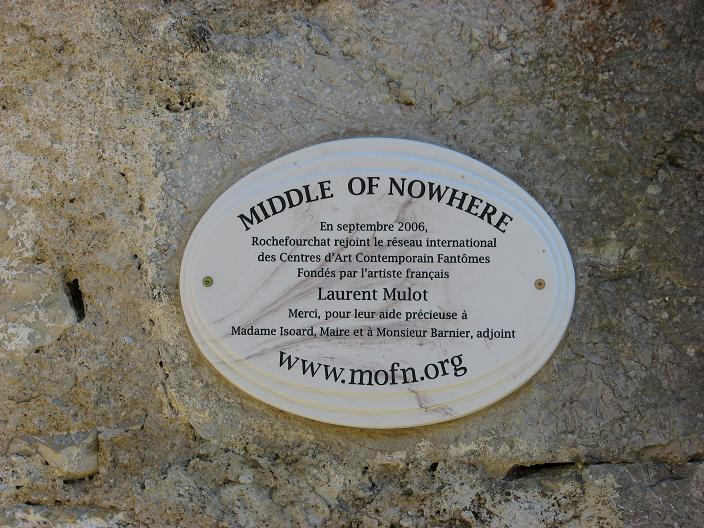
På kyrkan finns en skylt med texten Middle of nowhere, av den franske konstnären Laurent Mulot.